# Huia melasma
Huia melasma es una especie de anfibio anuro de la familia Ranidae.

## Distribución geográfica yhábitat
Es endémica del centro-este de Tailandia. Su rango altitudinal oscila entre 200 y 600 m s. n. m..

## Estado de conservación
Se encuentra amenazada de extinción por la pérdida de su hábitat natural.